# Onciale 0142
- Papyrus
- Onciale
- Minuscules
- Lectionnaire

Le Codex 0142, portant le numéro de référence 0142 (Gregory-Aland), est un manuscrit du Nouveau Testament sur parchemin écrit en écriture grecque onciale.

## Description
Le codex se compose de 381 folios. Il est écrit en une colonne, de 40 lignes par colonne. Les dimensions du manuscrit sont 32 x 24,5 cm. Les experts datent ce manuscrit du Xe siècle,. 
C'est un manuscrit contenant le texte incomplet des Actes des Apôtres, Épîtres de Paul, et Épîtres catholiques. Il contient un commentaire d'Oecumenius. 
Le texte du codex représenté Texte byzantin. Kurt Aland le classe en Catégorie V. Il manque du vers Actes 8,37.
Onciale 056 a sans doute été réécrit du manuscrit 0142. Il est venu à Munich en 1806.
Lieu de conservation
Il est actuellement conservé à la Bayerische Staatsbibliothek (Gr. 375) à Munich,.